# Batu Ampar (Cermee)
Batu Ampar is een bestuurslaag in het regentschap Bondowoso van de provincie Oost-Java, Indonesië. Batu Ampar telt 1819 inwoners (volkstelling 2010).